# Altmärkische Höhe
Altmärkische Höhe ist eine kreisangehörige Gemeinde in der Verbandsgemeinde Seehausen (Altmark) im Landkreis Stendal in Sachsen-Anhalt.

## Geographie
Die Ortsteile der Gemeinde liegen südwestlich vom Sitz der Verbandsgemeinde in Seehausen (Altmark) in der Altmark im Norden von Sachsen-Anhalt.

## Gemeindegliederung
Die Gemeinde Altmärkische Höhe besteht aus folgenden Ortsteilen und zugehörigen kleinen Ansiedlungen:
- Boock
- Bretsch
- Dewitz
- Drüsedau mit Lindhof
- Einwinkel mit Neue Welt
- Gagel
- Heiligenfelde mit Röthgraben
- Kossebau
- Losse mit Tannenkrug
- Lückstedt
- Priemern mit Forsthaus
- Rathsleben
- Stapel
- Wohlenberg

## Geschichte
Die Gemeinde entstand am 1. Januar 2010 durch den Zusammenschluss der ehemals selbständigen Gemeinden Boock, Bretsch, Gagel, Heiligenfelde, Kossebau, Losse und Lückstedt.

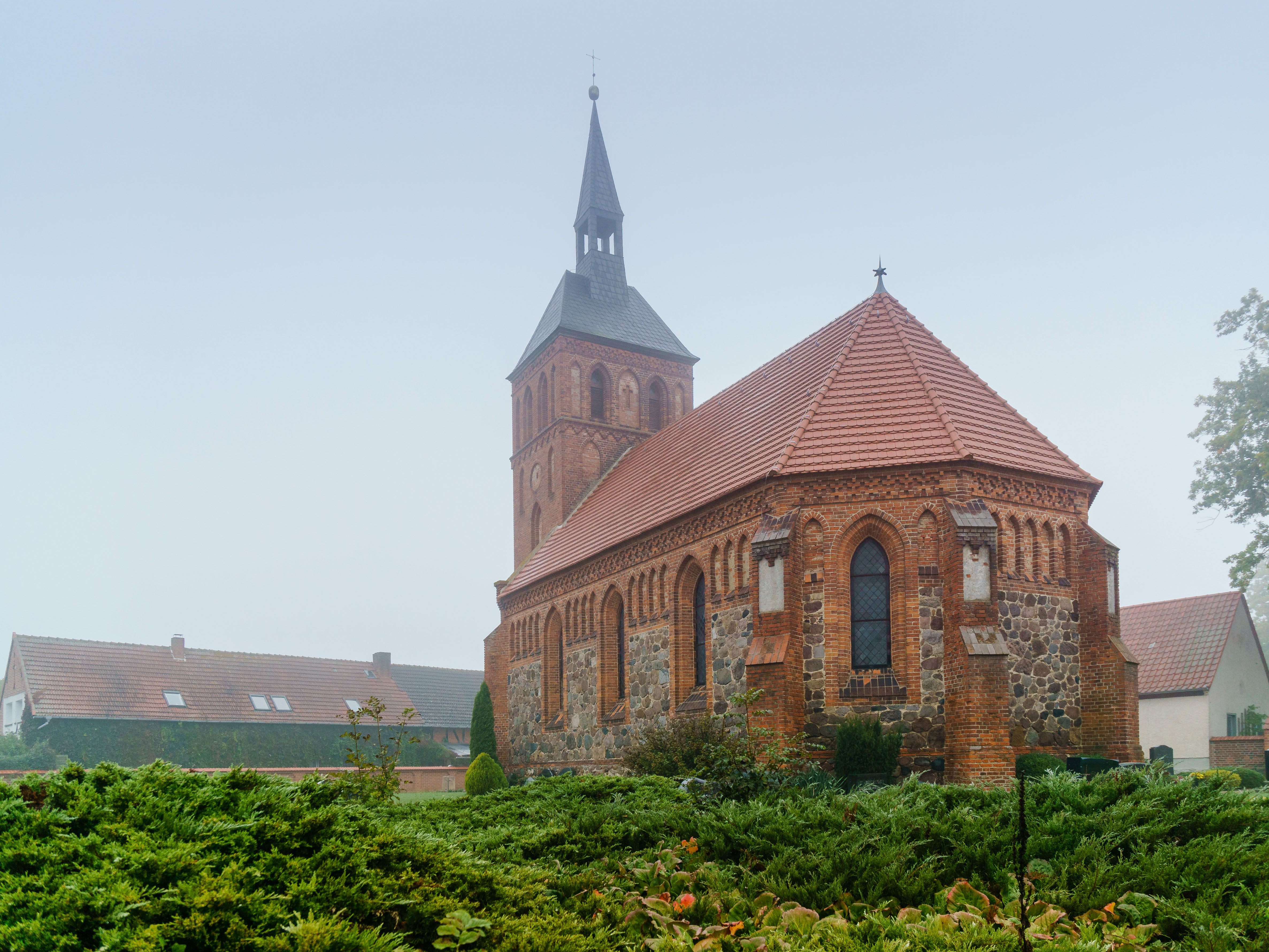
Dewitz Dorfkirche

### Herkunft des Gemeindenamens
Sie wurde nach der Altmärkischen Höhe benannt, einem niedrigen Höhenzug, der die Einzugsgebiete der Flüsse Jeetze und Biese/Aland trennt.

### Einwohnerentwicklung ausgewählter Ortsteile
| Ort      | 2001 | 2002 | 2003 | 2004 | 2005 | 2006 |
| -------- | ---- | ---- | ---- | ---- | ---- | ---- |
| Bretsch  | 299  | 306  | 313  | 300  | 293  | 275  |
| Dewitz   | 127  | 124  | 122  | 115  | 112  | 115  |
| Drüsedau | 143  | 143  | 138  | 131  | 127  | 126  |
| Priemern | 097  | 095  | 094  | 099  | 095  | 094  |

## Religionen
Die Volkszählung in der Europäischen Union 2011 zeigte, dass von den 2024 Einwohnern der Gemeinde Altmärkische Höhe rund 46 % der evangelischen und rund 2 %  der katholischen Kirche angehörten.

## Gemeinderat
Bei der Gemeinderatswahl am 26. Mai 2019 konnte die Freie Wählergemeinschaft Altmärkische Höhe alle 12 Sitze erreichen. Zwei der Gemeinderäte sind Frauen. Ein Einzelbewerber erhielt zu wenige Stimmen für einen Sitz. Parteien traten nicht zur Wahl an.

## Denkmale

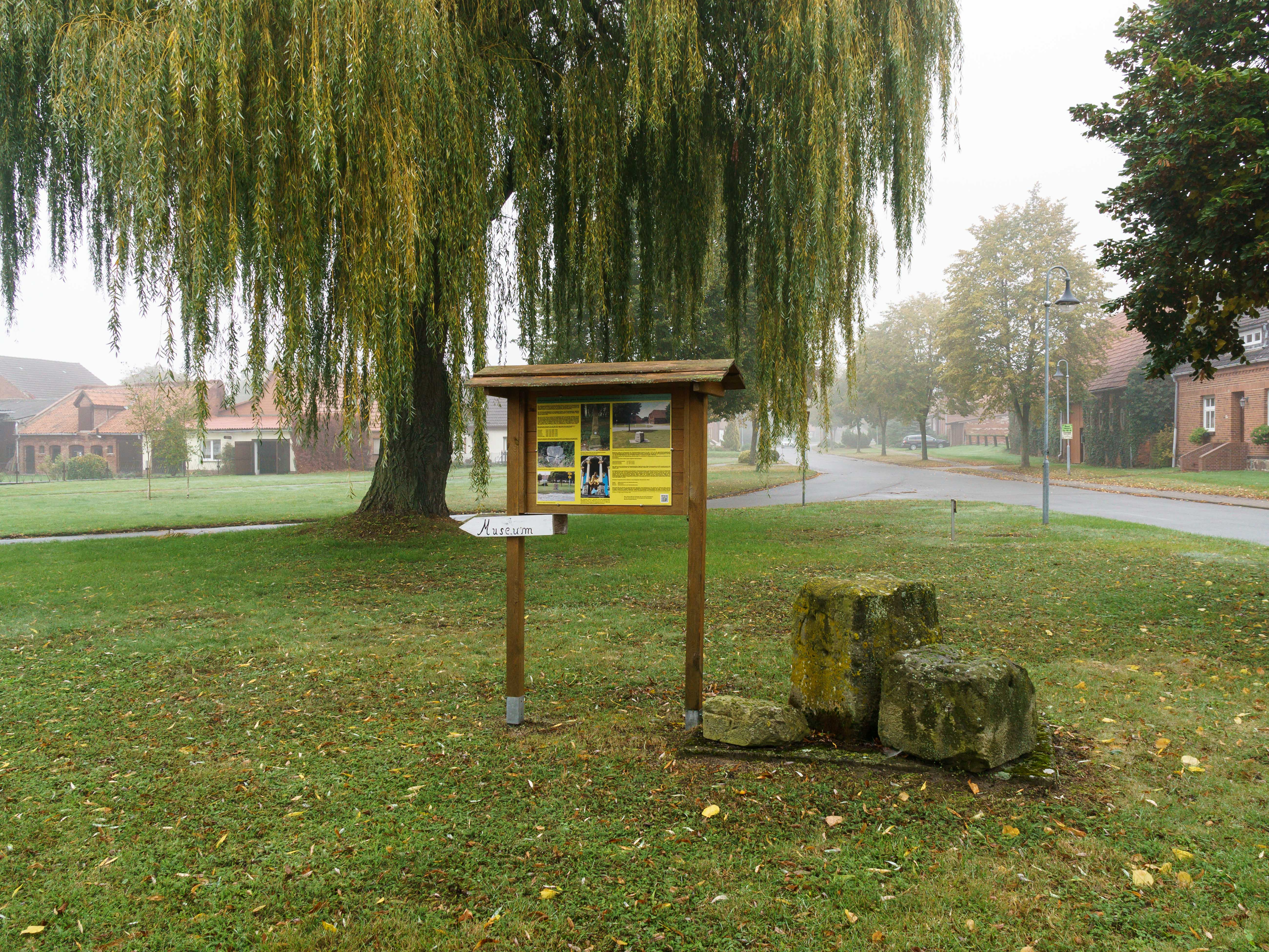
Preussischer Halbmeilenobelisk in Bretsch